# Port-des-Barques

Port-des-Barques este o comună în departamentul Charente-Maritime, Franța. În 1 ianuarie 2022 avea o populație de 1.754 de locuitori.